# Unifikace (logika)
Unifikace je v logice substituce, po jejíž aplikaci na množinu termů dostaneme jeden term. Formálně, je-li {\displaystyle {\mathcal {T(F,V)}}} algebra termů a t a s dva termy, je substituce
{\displaystyle \sigma } jejich unifikací, pokud {\displaystyle t\sigma =s\sigma }.
Algoritmus unifikace termů predikátové logiky byl poprvé formulován Alanem Robinsonem v roce 1965 a použit pro rezoluci v predikátové logice. Používá se například v unifikačních gramatikách.

## Sémantická unifikace
Sémantická unifikace je zobecněním syntaktické. Pracuje s rovnostmi nad termy a hledá takové substituce, jež unifikují term vzhledem k nějaké teorii rovnic. Máme-li například teorii {\displaystyle E=\{f(x,y)\approx f(y,x)\}} a unifikační problém {\displaystyle \Gamma =\{f(x,y){\overset {?}{=}}f(a,b)\}} (resp. {\displaystyle E\vDash f(x,y)=f(a,b)}), jsou řešením substituce
{\displaystyle \{x\mapsto a,y\mapsto b\}} a {\displaystyle \{x\mapsto b,y\mapsto a\}}. Jak je vidět, na rozdíl od syntaktické unifikace může mít sémantická unifikace více na sobě nezávislých řešení.